# Proutictis minorata
Proutictis minorata är en fjärilsart som beskrevs av Sterneck 1928. Proutictis minorata ingår i släktet Proutictis och familjen mätare. Inga underarter finns listade i Catalogue of Life.